# Асад, Рифат
Рифат аль-Асад (араб. رفعت علي الأسد‎; род. 22 августа 1937, провинция Латакия, Сирия) — сирийский военный и государственный деятель просирийской фракции партии Баас, вице-президент Сирии в 1984—1998 годах. Младший брат бывшего президента Сирии Хафеза Асада. Он был командующим наземными операциями во время штурма города Хама в 1982 году. 
В 1984 году предпринял неудачную попытку государственного переворота, за что был выслан из Сирии и фактически отстранён от политической жизни в стране, номинально сохранив ряд постов до 1998 года. 
Рифат проживал в изгнании во Франции 36 лет и вернулся в Сирию в октябре 2021 года после того, как во Франции его признали виновным в получении миллионов евро, выведенных из фондов сирийского правительства. В сентябре 2022 года высший кассационный суд Франции, подтвердил данное решение. 
В августе 2023 года Швейцария выдала международный ордер на арест Рифата аль-Асада после того, как ее Федеральный уголовный суд потребовал его экстрадиции для судебного преследования за его роль в надзоре за наземными операциями во время резни в Хаме. Ордер был выдан в рамках разбирательства, связанного с жалобой на военные преступления, поданной в 2013 году правозащитной организацией «TRIAL International» в Генеральную прокуратуру Швейцарии. В марте 2024 года швейцарская прокуратура предъявила Рифату аль-Асаду обвинения в многочисленных преступлениях, совершенных во время резни в Хаме в феврале 1982 года.

## Биография

### Личная жизнь
Родился в 1937 году в деревне Кардаха (провинции Латакия), в бедной алавитской семье, стал 11-м и последним ребёнком своих родителей. Изучал политологию и экономику в университете Дамаска, затем прошёл обучение в военной академии города Хомс, и в 1963 году начал службу в армии. Четырежды был женат (сообщается, что одновременно): на своей кузине Амире (также родом из Кардахи), Анисе (кузине жены Хафеза аль-Асада) Радже Баракат (представительнице видной суннитской семьи) и Лине аль-Хайр (представительнице одной из наиболее выдающихся алавитских семей Сирии). C 1986 года постоянно проживает за границей (в основном во Франции и Испании). Сын Рифата Рибал аль-Асад является основателем и директором «Движения за Демократию и Свободу в Сирии», ведёт постоянную критику действующего сирийского режима. Другой его сын — Сумер — является владельцем спутниковой телевизионной компании, базирующейся в Лондоне, занимающей критическую позицию в отношении действующего сирийского режима и выражающей интересы Рифата.

### Карьера
В юности Рифат аль-Асад принимал участие в акциях протеста против сирийских диктаторов Хусни аз-Заима и Адиба аш-Шишакли. В 1952 году вступил в партию БААС. В 1965 году он становится командиром специальных сил безопасности, подотчётных только Сирийскому Военному Комитету. В 1969—1970 годах он и его подразделение становятся главной опорой Хафеза аль-Асада в его борьбе с фактическим правителем Сирии в то время — Салахом Джадидом. В 1971 году на базе его сил безопасности создаются т. н. «оборонные бригады» (араб. سرايا الدفاع‎) — независимые от основных армейских сил, высококвалифицированные подразделения, набор в которые производился отдельно от набора в армию, в основном из числа алавитов. На вооружение в эти подразделения поступали самые современные образцы военной техники. Численность оборонных бригад достигала 15 000—20 000 человек. Они были расквартированы в основном поблизости от Дамаска, их основной функцией была охрана режима от попыток переворота. Они также принимали участие в первом вторжении Сирии в Ливан в июне-октябре 1976 года и подавлении восстания в Хаме.

## Участие в подавлении мятежа в Хаме
Одним из самых значительных пунктов биографии Рифата аль-Асада является его участие в подавлении мятежа в Хаме, поднятого членами радикальной исламской группировки «Братья-мусульмане» в феврале 1982 года. Операция в Хаме длилась 3 недели (первая неделя — восстановление контроля над городом, и две недели зачисток), в результате, по разным оценкам, погибло от 7 000 до 40 000 человек. Считается, что сам Рифат оценивал количество жертв не менее чем в 38 000 человек. Рифат аль-Асад считается главным руководителем операции по подавлению мятежа, в которой самое активное участие приняли находившиеся в его подчинении оборонительные бригады.

## Попытка военного переворота и изгнание из Сирии
В 1983 году старший брат Рифата и президент Сирии Хафез аль-Асад начал испытывать серьёзные проблемы со здоровьем. Он создал временный комитет для управления страной, в который вошли в основном сунниты из числа сторонников Асада, за которыми не стояло никакой реальной силы. Этот шаг вызвал недовольство у алавитских военных кругов. Войска, лояльные Рифату (порядка 55 000 человек, с танками, артиллерией и авиацией), установили контроль над Дамаском. Началось противостояние между войсками Рифата и войсками, сохранившими преданность его брату. В 1984 году Хафез аль-Асад оправился от болезни. Значительную роль в урегулировании конфликта двух братьев сыграла их мать. Считается, что вопрос был окончательно решён после их встречи втроём. Было решено, что Рифат отправится за границу, а Хафез вернётся к управлению страной. В конце 1984 года Рифат, после нескольких месяцев, проведённых за границей, был назначен вице-президентом страны. Однако оказалось, что этот пост был исключительно номинальным. Вскоре Рифат был смещён с поста командующего оборонительными бригадами, а затем (1986) выслан из Сирии (согласно официальной формулировке — отправлен в бессрочную командировку). За отъездом Рифата последовала чистка руководящих рядов, из которых были исключены его сторонники. Пост вице-президента он сохранял за собой до 1998 года. В 1992 году ему было разрешено вернуться в Сирию на похороны матери. В 1998 году Рифат аль-Асад был лишён должности вице-президента; в 1999 году его сторонники в Сирии вновь подверглись репрессиям, а его незаконный порт в Латакии был взят штурмом — эти события были истолкованы аналитиками как подготовка Хафезом аль-Асадом передачи власти своему сыну Башару аль-Асаду.
В 2020 году Асада приговорили к 4 годам тюрьмы за отмывание средств, финансовые нарушения в сфере недвижимости и незаконное использование сирийских госсредств с момента побега из страны с 1983 по 1984 годы и до 2016 года. В сентябре 2021 года парижский апелляционный суд оставил в силе этот приговор.